# Diane of the Follies
Pour plus de détails, voir Fiche technique et Distribution.
Diane of the Follies est un film américain réalisé par Christy Cabanne, sorti en 1916.

## Fiche technique
- Titre : Diane of the Follies
- Réalisation : Christy Cabanne
- Scénario : D. W. Griffith
- Pays d'origine : États-Unis
- Format : Noir et blanc - 1,33:1 - Film muet
- Genre : Comédie dramatique
- Date de sortie : 1916

## Distribution
- Lillian Gish : Diane
- Sam De Grasse : Phillips Christy
- Howard Gaye : Don Livingston
- Lillian Langdon : Marcia Christy
- Allan Sears (en) : Jimmie Darcy
- Wilbur Higby : le directeur de théâtre
- William De Vaull : le majordome